# Torzym
Torzym [ˈtɔʒɨm], tyska: Sternberg in der Neumark, är en småstad i västra Polen, tillhörande distriktet Powiat sulęciński i Lubusz vojvodskap. Staden hade 2 583 invånare år 2014 och är centralort i en stads- och landskommun med totalt 6 959 invånare samma år.

## Geografi
Staden ligger vid sjön Jezioro Torzymskie som genomflyts av floden Ilanka. Avståndet till den tyska gränsen vid Frankfurt an der Oder är omkring 36 kilometer.

## Historia
Borgen Sternberg grundades under den tyska kolonisationen av landskapet Land Lebus på 1200-talet, under ärkebiskopen av Magdeburg, Konrad II av Sternberg. Borgen uppfördes på platsen för korsningen mellan två handelsvägar. 
Staden pantsattes till markgrevskapet Brandenburg 1287. Det första skriftliga omnämnandet av orten är från år 1300. Borgens län fick från 1313 ge namn åt hela de dåvarande brandenburgska besittningarna öster om Oder, det som blev Sternbergs län i Neumark. Borgen omnämns inte i några källor efter år 1400 och dess exakta läge är idag okänt; möjligen kan det röra sig om en plats tre kilometer nordväst om den nuvarande staden med namnet "Altes Haus".
Den nuvarande bosättningen vid Torzymsjön uppstod under 1300-talet och fick stadsrättigheter 1375. År 1450 förlänade markgreven av Brandenburg staden till adelssläkten von Winning, som förblev länsherrar i staden till 1724. Omkring staden fanns flera riddargods, och på grund av den svårbrukade marken blev boskapsskötsel en viktig näring i trakten. Staden blev känd för sina boskapsmarknader, som anordnades tre gånger om året.
På 1800-talet fanns inga spår kvar av stadens befästningar. Från 1818 tillhörde staden Landkreis Sternberg i Regierungsbezirk Frankfurt i provinsen Brandenburg. 1834 uppfördes stadens nya kyrka och 1869 drogs stambanan mellan Berlin och Poznań genom staden. 1873 blev staden del av Landkreis Oststernberg. Trots att regionen hade namn efter staden, var staden under 1800-talet och 1900-talet aldrig huvudort för sin respektive Landkreis.
Under mellankrigstiden blev orten en rekreationsort för invånarna i de större städerna i regionen. Staden förstördes till 85 procent 1945 under andra världskriget. I byn Wildenhagen (nuvarande Lubin) utanför staden begick över en fjärdedel av de omkring 300 invånarna kollektivt självmord 31 januari 1945, omedelbart innan orten intogs av Röda armén. 
Efter kriget tillföll staden Folkrepubliken Polen genom Potsdamöverenskommelsen. De tysktalande invånarna fördrevs och orten döptes av de polska myndigheterna om till det polska Torzym. Samtidigt upphävdes stadens stadsrättigheter på grund av det låga invånarantalet. Torzym återfick sina formella stadsrättigheter 1994. 

## Näringsliv
Förutom lantbruk och skogsbruk är även regional turism av betydelse för stadens näringsliv. I staden finns en elektroteknisk fabrik, en byggmaterialtillverkare och en TBC-klinik.